# Klingon Language Institute
The Klingon Language Institute (Klingonska Språkinstitutet) grundades 1991 av Dr Lawrence M Schoen för att föra samman klingonister över hela världen och vetenskapligt utforska det klingonska språket och kulturen.
The Klingon Language Institute är ingen traditionell fan-club för Trekkies (Star Trek fans) utan uppbyggd som en akademisk organisation. Institutet ger ut en tidskrift HolQeD (vilket är klingonska och betyder "språkvetenskap" eller "lingvistik") som utkommer kvartalsvis. HolQeD är indexerad av Modern Language Association och använder sig av referensgranskning av artiklarna.
Organisationen arbetar för att främja och lära ut klingonska. Varje år i augusti arrangerar man en världskongress som oftast hålls i USA (där de flesta klingonisterna finns). 2001 hölls den åttonde världskonferensen emellertid i Bryssel.